# Moment of Truth
Moment of Truth este al cincilea album al trupei hip hop, Gang Starr.

## Tracklist
1. "You Know My Steetz" (4:07)
2. "Robbin Hood Theory" (3:44)
3. "Work" (2:57)
4. "Royalty" (5:11 - cu K-Ci & JoJo)
5. "Above the Clouds" (3:41 - cu Inspectah Deck)
6. "JFK 2 LAX" (3:34)
7. "Itz a Set-Up" (3:49 - cu Hannibal Stax)
8. "Moment of Truth" (4:07)
9. "B.I. vs. Friendship" (4:37 - cu M.O.P.)
10. "The Militia" (4:48 - cu Big Shug, Freddie Foxxx)
11. "The Rep Grows Bigga" (4:55)
12. "What I'm Here 4" (2:45)
13. "She Knowz What She Wantz" (3:00)
14. "New York Strait Talk" (4:14)
15. "My Advice 2 You" (2:31)
16. "Make 'Em Pay" (4:21 - cu Krumbsnatcha)
17. "The Mall" (3:40 - cu G-Dep, Shiggy Sha)
18. "Betrayal" (5:29 - cu Scarface)
19. "Next Time" (3:06)
20. "In Memory Of..." (3:50)

## Single-uri
- "You Know My Steetz" (1998)
- "The Militia" (1998)